# Roseč
Roseč é uma comuna checa localizada na região da Boêmia do Sul, distrito de Jindřichův Hradec.